# Sphaeriestes impressus
Sphaeriestes impressus é uma espécie de insetos coleópteros polífagos pertencente à família Salpingidae.
A autoridade científica da espécie é Wollaton, tendo sido descrita no ano de 1857.
Trata-se de uma espécie presente no território português.